# Боддам
Боддам (англ. Boddam) — деревня в южной части острова Мейнленд в архипелаге Шетландских островов.

## География
Расположена на берегах бухты врезанной в юго-восточный берег острова Мейнленд. Включает в себя небольшие деревни Далсеттер и Хиллок.

## Экономика
Автодорога «A970» (Норт-Ро — Ливенуик — Боддам — аэропорт Самборо — Грутнесс) соединяет деревню с северной частью острова. Дорога «B9122» (Боддам — Бигтон — Ливенуик) ведёт на север вдоль юго-западного берега.

## Культура
Работает музей «Крофт-Хаус», фермерская усадьба середины XIX века.